# アマルティア・セン
アマルティア・セン（ベンガル語: অমর্ত্য সেন, ヒンディー語: अमर्त्य सेन, 英語: Amartya Sen, 1933年11月3日 - ）は、インドの経済学者、哲学者。アジア初のノーベル経済学賞受賞者であり、政治学、倫理学、社会学にも影響を与えている。無神論者。

## 経歴

### 幼年期
1933年、アマルティア・センはインド東部のベンガル地方サンティニケタン（Santiniketan）に生まれる。センはインドの東ベンガル州（現在のバングラデシュ）の社会的地位の高い人物を輩出する名門一族の出身で、母アミタの父クシティモハン・センは、ヒンドゥー哲学と中世インド文学研究者で、クシティモハン・センは、著名な詩人・思想家ラビンドラナート・タゴール（アジア人初のノーベル文学賞を受賞した）の親しい友人で、センの名付け親はタゴールと言われている。アマルティアとは「永遠に生きる人＝不滅の人」という意味。
父アシュトシュ・センは、ダッカ大学で化学を教えていた。センは、学園都市サンティニケタン（現：インド西ベンガル州）で生まれた。センの先祖伝来の邸宅は、東ベンガル州・ダッカ（現在はバングラデシュの首都）のワリにあった。
ラビンドラナート・タゴールが設立した学校Visva-Bharati (Patha Bhavana、現在のタゴール国際大学)に通った。
9歳の時に、300万人を超える餓死者を出した1943年のベンガル大飢饉でセンの通う小学校に飢餓で狂った人が入り込み衝撃を受ける。またこの頃、ヒンドゥー教徒とイスラム教徒の激しい抗争で多数の死者も出た。これらの記憶や、インドはなぜ貧しいのかという疑問から経済学者となる決心をしたと言われる。
1947年のインド・パキスタン分離独立に伴い、センの一家は東ベンガル州の後身である東パキスタンからインドに移住する（その後、1971年に東パキスタンはバングラデシュとしてパキスタンより独立する）。

### 経済学者
- カルカッタ・プレジデンシー大学（現在のコルカタ大学）の経済学部を卒業する。
- ケンブリッジ大学トリニティ・カレッジで学ぶ。
- 1955年　ケンブリッジ大学トリニティ・カレッジを卒業する（B.A.）。
- 1956年～1958年　the Universities of Jadavpurdeで教鞭をとる。
- 1959年　ケンブリッジ大学トリニティ・カレッジから修士号を得る（M.A.）。
- 1959年　ケンブリッジ大学トリニティ・カレッジから博士号を得る（Ph.D.）。
- 1963年～1971年　デリー経済大学で教鞭をとる。
- 1971年～1977年　ロンドン・スクール・オブ・エコノミクス（LSE）、ロンドン大学で教鞭をとる。
- 1977年～1988年　オクスフォード大学で教鞭をとる。
- 1988年～1998年　ハーバード大学の経済学と哲学の教授となる。
  - 1994年 - アメリカ経済学会会長。
- 1998年～2004年　ケンブリッジ大学トリニティ・カレッジの学寮長（マスター）となる。
- 2004年～現在　ハーバード大学の教授（Thomas W. Lamont University Professor）となる。

## 栄誉・受賞
- 1998年 - 経済の分配・公正と貧困・飢餓の研究における貢献により1998年にノーベル経済学賞受賞。
- 1999年 - インドの文民に与えられる最高の賞であるバーラト・ラトナ賞受賞。
- 2001年2月19日 - 東京大学名誉博士授与[8]。
- 2003年6月2日 - 立命館大学第33号名誉博士授与。
- 2007年 - ナーランダ大学を現代のインドに復活させるプロジェクトの議長に就任した。
- 2012年 - National Humanities Medal(国家慈愛メダル)受賞。
- 2017年 - ヨハン・スクデ政治学賞受賞。
- 2018年 - 早稲田大学より名誉博士授与[9]。
- 2020年 - ドイツ書籍協会平和賞受賞。
- 2021年 - アストゥリアス皇太子賞社会科学部門受賞。

## 功績

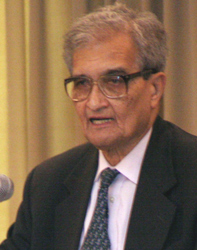
アマルティア・セン。米国国際開発庁（USAID）にて開催された第二回ジョージ・マーシャル講演での姿。2006年12月7日撮影。

### 総論
- アマルティア・センの研究は、飢饉、人間開発理論、厚生経済学、貧困のメカニズム、男女の不平等、および政治的自由主義などである。
- センのミクロ経済学の視点から貧困のメカニズムを説明した研究は、経済学に限らず社会科学全体に衝撃を与えた。特に途上国の購買力と飢餓の関係を説明した論文は、尊敬と畏怖をもって経済学者達に迎えられた。なぜならば彼以前は貧困とは単純に生産性の問題だけだと考えられていたが、市場競争における市場の失敗によってもたらされた事を簡潔かつ明瞭に表したからである。また、センは経済学の中でも高度な数学と論理学を使う厚生経済学や社会選択理論における牽引者である。適応選好やケイパビリティアプローチ（潜在能力アプローチ、capability approach）、「人間の安全保障」などの概念は現在日本でも高校の公民の授業で教えられることがある。
- 経済学は、「人はいかに生きるべきか」「人間にとっての善」という倫理学と工学の2つの大きく異なる起源から派生しているとされている。センは、前者を「モチベーションの倫理的な考え方」と呼び、後者を「それを達成するための手段」としている。センは、現状の経済学を批判するが経済学のもつ分析力については否定はせず敬意を払っている。彼がとる分析手法は経済学の一般的なテクニックに根ざしている。

### 飢饉の分析
- 彼の著書で示されている、飢饉が食料不足から起こるだけではなく、不平等からも起こるという指摘は、食物を分配するためのメカニズムを基にしている。彼は、1943年にベンガルに飢饉が起こったとき、価格が上昇し、食物を入手するための通貨がイギリス軍による獲得、パニック購入、貯蔵、およびぼったくり（その領域の戦争に関連づけられたすべて）を含む要素のため急速に無くなったこと、田舎の肉体労働者と都市のサービス提供者を含む人々の適切な食物供給量が有ったことをデータに提示した。例えば、ベンガルでは飢饉の前よりも食糧生産量があった。多くの社会的経済の要素として減退する賃金や、失業や、上昇する食品価格や、不十分な食品流通などのこれらの問題はあるグループ社会で飢餓につながった。ベンガル飢饉では、食物を買う田舎の労働者のネガティブな状態は民主主義の影響を受けなかった。彼らには社会参加の権限がなく、飢えや滋養の機能、病的状態から逃れることが出来なかった。
- 一方、センは1943年以降インドでは壊滅的な大飢饉が起こっていないことを指摘している。独立に伴って自由なメディアと民主主義が整備されたことによって、飢餓で最も影響を受ける貧しい人々の声が政府に届きやすくなり、一方で野党やメディアの批判にさらされる民主主義下の政府には彼らの声を聞くというインセンティブが発生するために食糧供給や雇用確保などの政策を行い、飢饉は回避されるとした。センは同時期の中国の大躍進時の大飢饉や、その他の権威主義的な政権のもとでの各国の大飢饉と比較し、飢饉は自然災害などの現象の影響よりも、飢えを回避するために行動しようという政府が欠如していることの影響がより大きいとしている[10]。

### 厚生経済学
- センは、政府が市民の具体的な能力に対して測定されるべきであると主張する。センは人間の活動の要素を動機づけながら、私利を置いた経済モデルへ挑戦した。厚生経済学は、地域社会の福利（福祉）への効果に関して経済政策を評価しようとする。個人の権利 （自由のパラドックスの定式化を含んでいる） に関連するその問題を訴えた彼の有力な専攻論文では、正義と公平さ （多数決原理、および個々の状態の情報の有用性）といった基本的な福利（福祉）の問題に関する研究者を奮い立たせた。

### 潜在能力
- センのノーベル経済学賞受賞は「厚生経済学・社会的選択」での功績である。しかし、彼の学説の中でもっとも有名な概念は「潜在能力」（ケイパビリティ）である。潜在能力とは 「人が善い生活や善い人生を生きるために、どのような状態にありたいのか、そしてどのような行動をとりたいのかを結びつけることから生じる機能の集合」としている。具体的には、「よい栄養状態にあること」「健康な状態を保つこと」から「幸せであること」「自分を誇りに思うこと」「教育を受けている」「早死しない」「社会生活に参加できること」など幅広い概念である。そして「人前で恥ずかしがらずに話ができること」「愛する人のそばにいられること」も潜在能力の機能に含めることができるとしている。
- センは、教育と国民の健康における改善などが、経済成長が達成されるために経済改革に先行しなければならないと主張した。センは経済学は数字だけを扱うのではなく、「共感性・関わり合い・利他性」（コミットメント）を重視し、弱い立場の人々の悲しみ、怒り、喜びに触れることができなければそれは経済学ではないと主張した。「飼いならされた主婦、あきらめきった奴隷は、ほんの少しの幸せでも満足してしまう」とし、弱い立場の人々が潜在能力を生かし社会参加することを主張している。

### 人間開発指数
- センの潜在能力アプローチを発展させたものが、国際連合開発計画（UNDP）の人間開発指数（HDI:Human Development Index）である。HDIは、平均寿命、教育（識字率＋就学率）、国民所得（一人当たりGDP）の3つの指標からなっている。最初、センは、1990年にパキスタンの経済学者マブーブル・ハックの提唱した生活の質や発展度合いを示す「シンプルな指標」であるHDIに難色を示した。その理由をセンは、「HDIの平均寿命・教育・国民所得も手段であって、目的そのものではない。目的は、人それぞれ多様なものであり、社会的・文化的背景によって異なる」と述べている。しかし、最終的にはセンも同意し協力メンバーの一人となった。HDIは1993年から国連年次報告「人間開発報告書（HDR）」の中で国連開発計画によって毎年発表されている。現在は[いつから?]経済中心のGDPに代わる人間性を加味した指標として日本政府も注目している[要出典]。
- 2001年1月、センと緒方貞子前国連難民高等弁務官を共同議長に「人間の安全保障委員会」が、日本政府とアナン国連事務総長のイニシアティブによって欧米とは別に創設された。同委員会は2003年6月まで継続し、最終報告書を以て解散した。その後、「人間の安全保障ユニット」として国連人道問題調整部（OCHA）に移行し、日本政府は2006年度までに335億円を供出している。

### 社会事業
センはノーベル賞の賞金で、1998年にインド・バングラデシュに基礎教育・社会的男女平等達成を目的とした「プラティチ財団」を設立した。

## 日本論
センが10歳の頃に通っていた学校Visva-Bharatiでは日本史も教えられており、日本への仏教伝来の歴史や、十七条憲法についても学んだ。センは、十七条憲法がイギリスのマグナカルタより600年も前に、政府の意思決定における議論の重要性を説いていることを覚えているという。
日本の近代化と経済発展は、アジア諸国の模範となったという。センによれば日本は、国民の教育水準・識字率を高めれば、社会や経済をよい方向に変えることができ、短期間でも実現できるということを証明したのであり、木戸孝允の「決して今日の人、米欧諸州の人と異なることなし。ただ学不学にあるのみ」ということばを引用して、欧米人もアジア人も同じ人間であり、教育水準をあげればアジア人も欧米に追いつくことができると述べる。
戦後日本の経済発展についても、本田宗一郎や盛田昭夫などの経営者が日本文化や日本という国に対して誇りを持っていたことが大きいとして、「日本人の実業家たちが『この国には世界の中でも唯一無二の文化がある』と信じてきたこと。これが日本全体の生産性を高め、日本という国の可能性を信じることにつながった」と述べる。また、日本は自国をよくすることだけを考えていたわけではなく、アジア、アフリカの発展途上国にも多大な援助をしてきたし、日本の利他主義へのコミットメントは世界規模であるという。
第2次安倍内閣でのアベノミクスについては、日本銀行総裁黒田東彦と経済学者浜田宏一らが推進する基本方針は基本的に正しく、現在の日本経済の問題は1990年代からの景気拡大を抑制する政策が間違っていたことに端を発するとし、ただし2017年現在では微調整が必要と語った。
日本の経済学者では森嶋通夫、鈴村興太郎、浜田宏一、石川滋、稲田献一、根岸隆、青木昌彦、宇沢弘文、大来佐武郎、大川一司、後藤玲子や、国際政治学者の緒方貞子などから影響を受けたと語る。

## 家族
- センの最初の妻は、ナバニータ・デーウ・センで、彼女はよく知られた作家で学者でもあった。アンタラとナンダーナという二人の子供をもうけたが、彼らが1971年にロンドンに移ってからほどなくして、結婚生活は終わりを迎える。
- 1973年に、センはエヴァ・カラーニと再婚するが、1985年にはエヴァは胃がんにより、死亡する。二人の間には、インドラニとカビールの二人の子供をもうけた。センは一人で、末っ子を育てた。
- センの現在の妻エマ・ジョージナ・ロスチャイルドは、第3代ロスチャイルド男爵ヴィクタ－の娘で、経済史学者、アダム・スミスの専門家、ケンブリッジ大学のキングズ・カレッジの特別研究員（フェロー）、ハーヴァード大学教授である。
- 娘のナンダナー・セン（Nandana Sen）は女優としてインドで映画デビューした。

## エピソード
- トリニティ・カレッジ学寮長時代、毎朝の『もっとも重要な仕事』だった英王室ゆかりの19世紀から動き続けている柱時計のぜんまいを巻くことを忘れてしまい、時計を止めてしまった。「どうせ私は植民地の人間だから。」（セン）[12]
- センのノーベル経済学賞受賞について、経済学者のトーマス・カリアーは「センの受賞については、センの人道的な理論なら、不祥事に巻き込まれる心配がないため、委員会はセンを選んだという憶測された背景がある」と推測している[13]。また、ウォールストリート・ジャーナル・ヨーロッパ版の編集員であるロバート・ポロックは、センのノーベル賞受賞について「左翼的見解を表明するばかりの人物」「なんでも『問題にする』ことが得意だが、多くの学生が影響されて博士論文のテーマにしている」と批判している[14]。特に、不祥事に巻き込まれる心配がないという点は1997年のロバート・マートンとマイロン・ショールズの受賞を指しており、ロングターム・キャピタル・マネジメントを主導していた学者らに賞を送ってしまった為にスウェーデン王立科学アカデミーは早急なイメージ回復を画策していたと考えられている。

## 著作

### 単著・共著
- Sen, Amartya (1960). Choice of Techniques: An Aspect of the Theory of Planned Economic Development. Oxford: Basil Blackwell
- Sen, Amartya (1973). On Economic Inequality (expanded ed.). Oxford New York: Clarendon Press Oxford University Press. ISBN 9780198281931
杉山武彦訳『不平等の経済理論』日本経済新聞社、1977年
- Sen, Amartya (1982). Poverty and Famines: An Essay on Entitlement and Deprivation. Oxford New York: Clarendon Press Oxford University Press. ISBN 9780198284635
黒崎卓、山崎幸治訳『貧困と飢饉』岩波書店、2000年
- Sen, Amartya; Williams, Bernard (1982). Utilitarianism and beyond. Cambridge: Cambridge University Press. ISBN 9780511611964
バーナード・ウィリアムズ共編著、後藤玲子監訳『功利主義をのりこえて：経済学と哲学の倫理』ミネルヴァ書房、2019年
- Sen, Amartya (1983). Choice, Welfare, and Measurement. Oxford: Basil Blackwell. ISBN 9780631137962
大庭健、川本隆史訳『合理的な愚か者：経済学=倫理学的探究』勁草書房、1989年

Reprinted as: Sen, Amartya (1999). Choice, Welfare, and Measurement. Cambridge, Massachusetts: Harvard University Press. ISBN 9780674127784
Reviewed in the Social Scientist: Sanyal, Amal (October 1983). “"Choice, welfare and measurement" by Amartya Sen”. Social Scientist 11 (10):  49–56. doi:10.2307/3517043. JSTOR 3517043.
- Sen, Amartya (1970). Collective Choice and Social Welfare (1st ed.). San Francisco, California: Holden-Day. ISBN 9780816277650
志田基与師監訳『集合的選択と社会的厚生』勁草書房、2000年

Reprinted as: Sen, Amartya (1984). Collective Choice and Social Welfare (2nd ed.). New York: North-Holland Sole distributors for the U.S.A. and Canada, Elsevier Science Publishing Co.. ISBN 9780444851277
- Sen, Amartya (1997). Resources, Values, and Development. Cambridge, Massachusetts: Harvard University Press. ISBN 9780674765269
- Sen, Amartya (1985). Commodities and Capabilities (1st ed.). New York: North-Holland Sole distributors for the U.S.A. and Canada, Elsevier Science Publishing Co.. ISBN 9780444877307
鈴村興太郎訳『福祉の経済学：財と潜在能力』岩波書店、1988年

Reprinted as: Sen, Amartya (1999). Commodities and Capabilities (2nd ed.). Delhi New York: Oxford University Press. ISBN 9780195650389 Reviewed in The Economic Journal.
- Sen, Amartya; McMurrin, Sterling M. (1986). The Tanner lectures on human values. Salt Lake City: University of Utah Press. ISBN 9780585129334
- Sen, Amartya (1987). On Ethics and Economics. New York: Basil Blackwell. ISBN 9780631164012
徳永澄憲、松本保美、青山治城訳『経済学の再生：道徳哲学への回帰』麗澤大学出版会、2002年
- Sen, Amartya; Drèze, Jean (1989). Hunger and public action. Oxford England New York: Clarendon Press Oxford University Press. ISBN 9780198286349
- Sen, Amartya (1992). Inequality Reexamined. New York Oxford New York: Russell Sage Foundation Clarendon Press Oxford University Press. ISBN 9780198289289
池本幸生、野上裕生、佐藤仁訳『不平等の再検討：潜在能力と自由』岩波書店、1999年

Also printed as: Sen, Amartya (November 2003). Inequality Reexamined. Oxford University Press. doi:10.1093/0198289286.001.0001. ISBN 9780198289289
Extract 1. (Via Ian Stoner, lecturer, Department of Philosophy, University of Minnesota, readings.)
Extract 2.
- Sen, Amartya; Nussbaum, Martha (1993). The Quality of Life. Oxford England New York: Clarendon Press Oxford University Press. ISBN 9780198287971
マーサ・ヌスバウム共編著、水谷めぐみ訳『クオリティー・オブ・ライフ：豊かさの本質とは』里文出版、2006年
- Sen, Amartya; Foster, James E. (1997). On economic inequality. Radcliffe Lectures. Oxford New York: Clarendon Press Oxford University Press. ISBN 9780198281931
鈴村興太郎、須賀晃一訳『不平等の経済学（ジェームズ・フォスター, アマルティア・センによる補論「四半世紀後の『不平等の経済学』」を含む拡大版）』東洋経済新報社、2000年
- Sen, Amartya; Drèze, Jean (1998). India, economic development and social opportunity. Oxford England New York: Clarendon Press Oxford University Press. ISBN 9780198295280
- Sen, Amartya; Suzumura, Kōtarō; Arrow, Kenneth J. (1996). Social Choice Re-examined: Proceedings of the IEA conference held at Schloss Hernstein, Berndorf, near Vienna, Austria. 2 (1st ed.). New York: St. Martin's Press. ISBN 9780312127398
- Sen, Amartya (1999). Development as Freedom. New York: Oxford University Press. ISBN 9780198297581
石塚雅彦訳『自由と経済開発』日本経済新聞社、2000年

Review in Asia Times.
- Sen, Amartya (2000). Freedom, Rationality, and Social Choice: The Arrow Lectures and Other Essays. Oxford: Oxford University Press. ISBN 9780198296997
- Sen, Amartya (2002). Rationality and Freedom. Cambridge, MA: Belknap Press. ISBN 9780674013513
若松良樹、須賀晃一、後藤玲子監訳『合理性と自由〈上・下〉』勁草書房、2014年

Preview.
- Sen, Amartya; Suzumura, Kōtarō; Arrow, Kenneth J. (2002). Handbook of social choice and welfare. Amsterdam Boston: Elsevier. ISBN 9780444829146
ケネス・アロー、鈴村興太郎共著、鈴村興太郎、須賀晃一、中村慎助、廣川みどり監訳『社会的選択と厚生経済学ハンドブック』丸善、2006年

Chapter-preview links – 1.
Chapter-preview links – 2.
- Sen, Amartya (2005). The Argumentative Indian: Writings on Indian History, Culture, and Identity. New York: Farrar, Straus and Giroux. ISBN 9780312426026
佐藤宏、粟屋利江訳『議論好きなインド人：対話と異端の歴史が紡ぐ多文化世界』明石書店、2008年

Review The Guardian.
Review The Washington Post.
- Sen, Amartya (2006). Identity and Violence: The Illusion of Destiny. Issues of our time. New York: W.W. Norton & Co. ISBN 9780393329292
東郷えりか訳『アイデンティティと暴力：運命は幻想である』勁草書房、2011年
- Sen, Amartya (31 December 2007). “Imperial Illusions”. The New Republic.

Extract: "Imperial illusions: India, Britain, and the wrong lessons."
- Sen, Amartya; Zamagni, Stefano; Scazzieri, Roberto (2008). Markets, money and capital: Hicksian economics for the twenty-first century. Cambridge, UK New York: Cambridge University Press. ISBN 9780521873215
- Sen, Amartya (2010). The Idea of Justice. London: Penguin. ISBN 9780141037851
池本幸生訳『正義のアイデア』明石書店、2011年

Preview.
- Sen, Amartya; Stiglitz, Joseph E.; Fitoussi, Jean-Paul (2010). Mismeasuring our lives: why GDP doesn't add up: the report. New York: New Press Distributed by Perseus Distribution. ISBN 9781595585196
ジョセフ・E・スティグリッツ、ジャンポール・フィトゥシ共著、福島清彦訳『暮らしの質を測る：経済成長率を超える幸福度指標の提案』金融財政事情研究会、2012年
- Sen, Amartya (2011). Peace and Democratic Society. Cambridge, UK: Open Book Publishers. ISBN 9781906924393
- Drèze, Jean; Sen, Amartya (2013). An Uncertain Glory: The Contradictions of Modern India. London: Allen Lane. ISBN 9781846147616
ジャン・ドレーズ共著、湊一樹訳『開発なき成長の限界：現代インドの貧困・格差・社会的分断』明石書店、2015年
- Sen, Amartya (2015). The Country of First Boys: And Other Essays. India: Oxford University Press. ISBN 9780198738183
山形浩生訳『インドから考える：子どもたちが微笑む世界へ』NTT出版、2016年
- Sen, Amartya (2020). Home in the World: A Memoir. London: Penguin. ISBN 9780141970981
東郷えりか訳『アマルティア・セン回顧録 上 インドでの経験と経済学への目覚め』勁草書房、2022年
東郷えりか訳『アマルティア・セン回顧録 下 イギリスへ、そして経済学の革新へ』勁草書房、2022年

### 分担執筆
- Sen, Amartya (1980), “Equality of what? (lecture delivered at Stanford University, 22 May 1979)”, in MacMurrin, Sterling M., The Tanner lectures on human values, 1 (1st ed.), Salt Lake City, Utah: University of Utah Press, ISBN 9780874801781.

Reprinted as: Sen, Amartya (2010), “Equality of what?”, in MacMurrin, Sterling M., The Tanner lectures on human values, 4 (2nd ed.), Cambridge: Cambridge University Press, pp. 195–220, ISBN 9780521176415.
Pdf version. Archived 19 June 2021 at the Wayback Machine.
- ジェフリー・ホーソン編、玉手慎太郎、児島博紀訳『生活の豊かさをどう捉えるか：生活水準をめぐる経済学と哲学の対話』晃洋書房、2021年
- Sen, Amartya (1988), “The concept of development”, Handbook of development economics, 1, Amsterdam New York New York, N.Y., U.S.A: North-Holland Sole distributors for the U.S.A. and Canada, Elsevier Science Publishing Co., pp. 2–23, ISBN 9780444703378.
- Sen, Amartya (2004), “Capability and well-being”, The quality of life, New York: Routledge, pp. 30–53, ISBN 9780415934411.
- Sen, Amartya (2004), “Development as capability expansion”, Readings in human development: concepts, measures and policies for a development paradigm, New Delhi New York: Oxford University Press, ISBN 9780195670523.

Reprinted in Sen, Amartya (2012), “Development as capability expansion”, The community development reader, New York: Routledge, ISBN 9780415507769.
- Sen, Amartya (2008), “"Justice" – definition”, The new Palgrave dictionary of economics (8 volume set) (2nd ed.), Basingstoke, Hampshire New York: Palgrave Macmillan, ISBN 9780333786765. See also: The New Palgrave Dictionary of Economics.
- Sen, Amartya (2008), “"Social choice" — definition”, The new Palgrave dictionary of economics (8 volume set) (2nd ed.), Basingstoke, Hampshire New York: Palgrave Macmillan, ISBN 9780333786765. See also: The New Palgrave Dictionary of Economics.

### 学術誌掲載論文
- Sen, Amartya (1962). “An aspect of Indian agriculture”. Economic and Political Weekly 14:  243–246.
- Sen, Amartya (Jan–Feb 1970). “The impossibility of a paretian liberal”. Journal of Political Economy 78 (1):  152–157. doi:10.1086/259614. JSTOR 1829633.  オリジナルの1 November 2013時点におけるアーカイブ。 2013年3月29日閲覧。.
- Sen, Amartya (March 1976). “Poverty: An ordinal approach to measurement”. Econometrica 44 (2):  219–231. doi:10.2307/1912718. JSTOR 1912718.
- Sen, Amartya (September 1979). “Utilitarianism and welfarism”. The Journal of Philosophy 76 (9):  463–489. doi:10.2307/2025934. JSTOR 2025934.
- Sen, Amartya (1986). Chapter 22 Social choice theory. 3. 1073–1181. doi:10.1016/S1573-4382(86)03004-7. ISBN 9780444861283
- Sen, Amartya (20 December 1990). “More than 100 million women are missing”. The New York Review of Books.
- Sen, Amartya (7 March 1992). “Missing women: social inequality outweighs women's survival advantage in Asia and North Africa”. British Medical Journal 304 (6827):  587–588. doi:10.1136/bmj.304.6827.587. PMC 1881324. PMID 1559085.
- Sen, Amartya (May 2005). “The three R's of reform”. Economic and Political Weekly 40 (19):  1971–1974.  オリジナルの27 July 2014時点におけるアーカイブ。.

### 講演録
- Sen, Amartya (25 May 1997), Human Rights and Asian Values, Sixteenth Annual Morgenthau Memorial Lecture on Ethics and Foreign Policy
- Sen, Amartya (8 December 1998), The possibility of social choice, Trinity College, Cambridge, UK (Nobel lecture), Sweden: Nobel Media AB (Nobel Prize).
- Sen, Amartya (1999), Reason before identity, Oxford New York: Oxford University Press, ISBN 9780199513895.
細見和志訳『アイデンティティに先行する理性』関西学院大学出版会、2003年

News coverage of the 1998 Romanes Lecture in the Oxford University Gazette.

### 論文
- Sen, Amartya (February 1986), Food, economics and entitlements (wider working paper 1), 1986/01, Helsinki: UNU-WIDER.

### ペルシャ語の著作
A list of Persian translations of Amartya Sen's work is available here